# Trailblazer (album)
Trailblazer è il primo album live della band pop punk/melodic hardcore punk ALL, pubblicato nel 1989 dalla Cruz Records.

## Tracce
1. Carnage – 2:40
2. Fool – 1:36
3. Box – 3:24
4. Skin Deep – 1:53
5. Just Perfect – 2:54
6. Postage – 2:07
7. Copping Z – 3:02
8. She's My Ex – 3:09
9. Man-O-Steel – 1:36
10. Paper Tiger – 2:24
11. Sex in the Way – 2:13
12. Check One – 0:44
13. I Hate to Love – 1:46
14. Gnutheme – 1:58

## Formazione
- Scott Reynolds – voce
- Bill Stevenson – batteria
- Karl Alvarez – basso, voce
- Stephen Egerton – chitarra